# Riuclar
El Riuclar (també escrit riu Clar) és un riu de Catalunya, al Camp de Tarragona, que transcorre íntegrament per la comarca del Tarragonès i desemboca a la mar Mediterrània. El riu recorre dos municipis: Constantí, on neix, i Tarragona, on mor. El seu curs ha estat molt alterat a causa de la gran urbanització dels terrenys per on passa i degut al fet que desemboca a la zona del port de Tarragona, on la desembocadura del Francolí està alterada artificialment.
Forma part de la conca hidrogràfica del riu Francolí i part del seu cabal hi fa cap degut a una canalització artificial al Polígon industrial de Riu Clar. Comença a una cota d'uns 80 metres sobre el nivell del mar.

## Curs
El Riuclar neix al terme de Constantí, a la vora de l'actual Polígon industrial de Constantí. Passa per la partida de la Ràfola i corre a la vora del Mas dels Frares. Passa entre el Mas de Gavaldà i el Mas de Valent i arriba al Polígon industrial Riu Clar, ja al terme de Tarragona, on rep l'aigua del Torrent del Mas de Serapi.
El seu pas pel polígon està canalitzat i en surt a la vora de l'antic poble dels Montgons, a la partida de la Volta. El Riuclar transcorre llavors per l'Horta Gran de Tarragona, a la vora del Mas de Guinovard i afronta l'últim tram, ja molt urbanitzat.
Voreja el nucli tarragoní de Parc Riu Clar i després exerceix de separació natural entre els nuclis de Torreforta i Riu Clar. Finalment s'endinsa al Polígon industrial del Francolí per desembocar a la mar Mediterrània a la vora de la Depuradora de Tarragona.

## Afluents
El Torrent del Mas de Serapi, que corre pel terme municipal de Constantí, s'ajunta al Riuclar just abans d'entrar al Polígon industrial Riu Clar.
Aquest, alhora, rep l'aigua del Torrent del Mas de Sant Ramon, que neix a Constantí, vora el Mas Pellicer, voreja el Polígon industrial de Constantí, i, a la partida de les Tries, s'ajunta amb el Torrent del Mas de Serapi, que acabarà al Riuclar.

## El Riuclar avui
El Riuclar és un riu molt petit, de curs curt i cabal molt minso. La gran urbanització de la zona per la qual corre l'ha fet gairebé invisible en nombrosos punts. No obstant, el Riuclar segueix viu en l'imaginari col·lectiu de la zona d'una manera indirecta, gràcies al fet que diversos espais del municipi de Tarragona han agafat el nom del riu.
D'aquesta manera, als Montgons, barri de Tarragona, hi trobem el Polígon industrial Riu Clar, així com el petit nucli de població de Parc Riu Clar, amb 552 habitants.
Al mateix temps, a la Campsa, una zona industrial de Tarragona, hi trobem el nucli de Riu Clar, amb 984 habitants. Aquí s'hi situen una sèrie d'equipaments amb el mateix nom, com ara l'Escola Riu Clar i el Casal Esportiu i la Piscina Municipal de Riu Clar.